# Liga Premier de Ucrania 2023-24
La temporada 2023-24 fue la 33.ª edición de la Liga Premier de Ucrania, la máxima categoría del fútbol profesional de Ucrania desde su creación en 1992 tras la disolución de la Unión Soviética.
El Shakhtar Donetsk fue el campeón defensor.

## Sedes
Debido a la invasión rusa de Ucrania los equipos disputaron los partidos en sedes previamente establecidas por la Asociación Ucraniana de Fútbol.

## Formato
El campeonato consistió en un torneo anual con 16 clubes participantes que se enfrentaron en un sistema de todos contra todos durante 30 jornadas. Al finalizar la última fecha, el equipo que finalizó 1.° de la tabla general se proclamó campeón de la temporada y clasificó a la Liga de Campeones de la UEFA 2024-25 junto con el 2.° lugar del torneo (subcampeón), además, el 3.° y 4.° de la tabla disputaron la Liga Europa Conferencia de la UEFA 2024-25. El descenso a la Primera Liga de Ucrania fue para los dos clubes que ocuparon los últimos lugares de la tabla de posiciones, mientras que los equipos ubicados en el 13.° y 14.° lugar, jugaron un play-off por la permanencia contra el 3.° y 4.° de la Primera Liga de Ucrania 2023-24.
Estuvo previsto que el campeón de la Copa de Ucrania 2023-24 clasifique a la ronda de play-off de la Liga Europa de la UEFA 2024-25, esto fue confirmado por la Asamblea General de Clubes.

## Ascensos y descensos
| Pos. | Descendidos de la Liga Premier |
| ---- | ------------------------------ |
| 14.º | Inhulets Petrove               |
| 15.º | Metalist Járkov                |
| 16.º | Lviv                           |

| Pos. | Ascendidos de la Primera Liga |
| ---- | ----------------------------- |
| 1.º  | Polissya Zhytomyr             |
| 2.º  | Obolón Kiev                   |
| 3.º  | LNZ Cherkasy                  |

## Participantes
| Equipo               | Presidente            | Entrenador          | Capitán               | Proveedor   | Patrocinador principal (en la equipación) |
| -------------------- | --------------------- | ------------------- | --------------------- | ----------- | ----------------------------------------- |
| Chornomorets Odesa   | Leonid Klimov         | Roman Hryhorchuk    | Illya Putrya          | Kelme       |                                           |
| Dnipro-1             | Maksym Bereza         | Oleksandr Kucher    | Oleksandr Svatok      | Nike        | Parimatch                                 |
| Dinamo Kiev          | Ihor Surkis           | Mircea Lucescu      | Serhiy Sydorchuk      | New Balance | A-Bank                                    |
| Polissya Zhytomyr    | Volodymyr Zahurskyi   | Yuriy Kalitvintsev  | Vladyslav Ohirya      | Nike        | BGV Group                                 |
| Kolos Kovalivka      | Andriy Zasukha        | Yaroslav Vyshnyak   | Vadym Milko           | Nike        | Svitanok                                  |
| Kryvbas Kryvyi Rih   | Kostyantyn Karamanits | Yuriy Vernydub      | Dmytro Khomchenovskyi | Joma        | Rudomain                                  |
| Obolón Kiev          | Oleksandr Slobodian   | Valeriy Ivashchenko | Nazariy Fedorivskyi   | Jako        | Favbet                                    |
| LNZ Cherkasy         | Andriy Poltavets      | Oleksandr Kovpak    | Oleh Tarasenko        | Macron      | Tevitta                                   |
| Metalist 1925 Járkov | Yaroslav Vdovenko     | Edmar               | Artem Habelok         | Puma        | AES group                                 |
| Mynai                | Valeriy Peresolyak    | Volodymyr Sharan    | Oleksandr Bandura     | Kelme       | FavBet                                    |
| Oleksandriya         | Serhiy Kuzmenko       | Ruslan Rotan        |                       | Nike        | AhroVista                                 |
| Rukh Lviv            | Hryhoriy Kozlovskyi   | Vitaliy Ponomaryov  | Yuriy Pankiv          | Macron      | Emily Resort                              |
| Shakhtar Donetsk     | Rinat Ajmétov         | Patrick van Leeuwen | Taras Stepanenko      | Puma        | FANVERSE                                  |
| Veres Rivne          | Ivan Nadieyin         | Serhiy Lavrynenko   | Bohdan Kohut          | Kelme       | Vbet                                      |
| Vorskla Poltava      | Kostyantyn Zhevago    | Viktor Skrypnyk     | Volodymyr Chesnakov   | Nike        | Ferrexpo                                  |
| Zoryá Lugansk        | Yevhen Heller         | Nenad Lalatović     | Maksym Imerekov       | Puma        |                                           |

## Desarrollo

### Clasificación
| Pos. | Equipo                   | Pts. | PJ | G  | E  | P  | GF | GC | Dif. | Clasificación 2024-25                                |
| ---- | ------------------------ | ---- | -- | -- | -- | -- | -- | -- | ---- | ---------------------------------------------------- |
| 1    | Shakhtar Donetsk (C)     | 71   | 30 | 22 | 5  | 3  | 63 | 24 | +39  | Ronda de play-off de la Liga de Campeones            |
| 2    | Dinamo Kiev              | 69   | 30 | 22 | 3  | 5  | 72 | 28 | +44  | Segunda ronda clasificatoria de la Liga de Campeones |
| 3    | Kryvbas Kryvyi Rih       | 57   | 30 | 17 | 6  | 7  | 51 | 30 | +21  | Tercera ronda clasificatoria de la Liga Europa       |
| 4    | Dnipro-1                 | 52   | 30 | 14 | 10 | 6  | 40 | 27 | +13  | Segunda ronda clasificatoria de la Liga Conferencia  |
| 5    | Polissya Zhytomyr        | 50   | 30 | 14 | 8  | 8  | 39 | 30 | +9   | Segunda ronda clasificatoria de la Liga Conferencia  |
| 6    | Rukh Lviv                | 49   | 30 | 12 | 13 | 5  | 44 | 31 | +13  |                                                      |
| 7    | LNZ Cherkasy             | 41   | 30 | 11 | 8  | 11 | 31 | 34 | −3   |                                                      |
| 8    | Oleksandria              | 34   | 30 | 8  | 10 | 12 | 30 | 38 | −8   |                                                      |
| 9    | Vorskla Poltava          | 33   | 30 | 9  | 6  | 15 | 30 | 46 | −16  |                                                      |
| 10   | Zoryá Lugansk            | 32   | 30 | 7  | 11 | 12 | 29 | 37 | −8   |                                                      |
| 11   | Kolos Kovalivka          | 32   | 30 | 7  | 11 | 12 | 22 | 31 | −9   |                                                      |
| 12   | Chornomorets Odessa      | 32   | 30 | 10 | 2  | 18 | 38 | 47 | −9   |                                                      |
| 13   | Veres Rivne (O)          | 28   | 30 | 6  | 10 | 14 | 31 | 46 | −15  | Play-offs por la permanencia                         |
| 14   | Obolón Kiev (O)          | 26   | 30 | 5  | 11 | 14 | 18 | 41 | −23  | Play-offs por la permanencia                         |
| 15   | Mynai (D)                | 25   | 30 | 5  | 10 | 15 | 27 | 50 | −23  | Descenso a la Primera Liga de Ucrania                |
| 16   | Metalist 1925 Járkov (D) | 23   | 30 | 5  | 8  | 17 | 32 | 57 | −25  | Descenso a la Primera Liga de Ucrania                |

 Fuente: UPL
Criterios de clasificación: 1) Puntos; 2) Puntos entre sí; 3) Diferencia de goles entre sí; 4) Goles marcados en los duelos entre sí; 5) Diferencia de goles 6) Partidos ganados; 7) Goles.
Notas:
1. 1 2 3  Puntos en partidos directos: Zoryá Lugansk 7, Kolos Kovalivka 6, Chernomorets Odessa 4.

### Resultados
| Local \ Visitante    | OBO | DNI | DYN | CHE | KOL | CHK | KRY | OLK | MYN | SHA | VOR | ZOR | RUK | POL | RIV | JAR |
| -------------------- | --- | --- | --- | --- | --- | --- | --- | --- | --- | --- | --- | --- | --- | --- | --- | --- |
| Obolón Kiev          |     | 0–1 | 2–4 | 1–1 | 0–0 | 1–0 | 0–0 | 0–3 | 1–1 | 0–3 | 0–1 | 2–4 | 0–0 | 1–0 | 0–0 | 1–0 |
| Dnipro-1             | 1–2 |     | 1–2 | 5–2 | 1–1 | 0–0 | 1–0 | 1–0 | 1–1 | 1–1 | 1–2 | 2–2 | 0–1 | 2–1 | 2–0 | 1–0 |
| Dinamo Kiev          | 2–0 | 0–1 |     | 1–0 | 5–0 | 1–1 | 3–1 | 4–2 | 4–1 | 0–1 | 2–0 | 2–0 | 2–0 | 3–0 | 3–0 | 4–2 |
| Chornomorets Odessa  | 2–0 | 0–2 | 3–2 |     | 1–0 | 1–3 | 1–2 | 3–2 | 3–0 | 1–4 | 0–1 | 0–0 | 2–3 | 1–0 | 0–1 | 3–0 |
| Kolos Kovalivka      | 0–0 | 0–2 | 1–1 | 2–0 |     | 1–3 | 0–3 | 0–0 | 2–0 | 0–2 | 0–0 | 0–1 | 0–1 | 0–0 | 2–0 | 1–1 |
| LNZ Cherkasy         | 3–0 | 1–1 | 2–4 | 0–2 | 1–1 |     | 0–3 | 0–0 | 1–2 | 0–3 | 1–0 | 2–1 | 2–1 | 1–2 | 1–0 | 0–1 |
| Kryvbas Kryvyi Rih   | 1–0 | 3–0 | 0–2 | 1–0 | 1–0 | 2–0 |     | 2–1 | 3–0 | 3–3 | 1–1 | 2–2 | 1–3 | 0–1 | 2–1 | 3–0 |
| Oleksandria          | 2–2 | 1–0 | 0–1 | 1–5 | 0–1 | 1–2 | 1–0 |     | 1–1 | 0–3 | 1–0 | 0–0 | 2–2 | 0–3 | 1–0 | 1–0 |
| Mynai                | 0–1 | 1–1 | 1–3 | 2–0 | 3–2 | 0–3 | 0–1 | 2–2 |     | 1–4 | 0–0 | 1–1 | 1–1 | 2–3 | 0–0 | 2–0 |
| Shakhtar Donetsk     | 1–0 | 1–3 | 1–0 | 3–0 | 3–2 | 3–0 | 5–2 | 2–1 | 2–0 |     | 1–2 | 2–1 | 3–1 | 0–0 | 2–0 | 2–0 |
| Vorskla Poltava      | 3–1 | 2–3 | 1–5 | 2–1 | 0–2 | 0–0 | 1–4 | 1–0 | 2–3 | 0–1 |     | 1–2 | 1–1 | 0–3 | 2–1 | 2–2 |
| Zoryá Lugansk        | 0–0 | 0–1 | 0–3 | 1–0 | 0–1 | 1–2 | 1–3 | 0–0 | 2–0 | 1–3 | 1–0 |     | 0–0 | 0–1 | 1–1 | 2–1 |
| Rukh Lviv            | 2–2 | 0–2 | 1–2 | 2–0 | 1–1 | 1–0 | 1–1 | 0–0 | 0–0 | 1–1 | 4–1 | 2–1 |     | 1–1 | 3–1 | 1–1 |
| Polissya Zhytomyr    | 2–0 | 1–1 | 3–2 | 1–4 | 1–0 | 0–1 | 1–1 | 1–2 | 2–1 | 2–0 | 1–0 | 1–1 | 0–1 |     | 1–1 | 2–1 |
| Veres Rivne          | 3–0 | 1–1 | 1–1 | 3–1 | 0–2 | 0–0 | 0–2 | 2–2 | 3–1 | 1–1 | 1–2 | 2–2 | 2–5 | 0–2 |     | 4–3 |
| Metalist 1925 Járkov | 1–1 | 1–1 | 2–4 | 2–1 | 0–0 | 1–1 | 1–3 | 0–3 | 1–0 | 1–2 | 3–2 | 2–1 | 1–4 | 3–3 | 1–2 |     |

## Play-offs de ascenso-descenso
Los equipos que finalizaron en el puesto 13 y 14 de la Liga Premier se enfrentaron a los equipos que terminaron en el puesto 3 y 4 de la Persha Liha.
| Equipo 1    | Agr. | Equipo 2                      | Ida | Vuelta |
| ----------- | ---- | ----------------------------- | --- | ------ |
| Veres Rivne | 4–2  | Epitsentr Kamianets-Podilskyi | 1–1 | 3–1    |
| Obolón Kiev | 2–1  | Livyi Bereh Kyiv              | 1–0 | 1–1    |

### Llave 1
| Ida; 29 de mayo de 2024 | Epitsentr Kamianets-Podilskyi | 1 – 1   | Veres Rivne   | Stadion imeni Tonkocheyeva, Kamianets-Podilski               |                                                              |
| 15:30 (UTC+3)           | Moroz 28'                     | Reporte | Haiduchyk 80' | Asistencia: 1170 espectadores Árbitro(s): Viktor Kopiyevskyi | Asistencia: 1170 espectadores Árbitro(s): Viktor Kopiyevskyi |

| Vuelta; 2 de junio de 2024 | Veres Rivne                          | 3 – 1 (Global 4 – 2) | Epitsentr Kamianets-Podilskyi | Estadio Avanhard, Rivne                                       |                                                               |
| 17:00 (UTC+3)              | - Haiduchyk 7', 45+4' - Sharay 45+2' | Reporte              | Sten 89'                      | Asistencia: 3789 espectadores Árbitro(s): Oleksiy Derevinskyi | Asistencia: 3789 espectadores Árbitro(s): Oleksiy Derevinskyi |

- Veres Rivne ganó 4-2 en el global y permaneció en la UPL.

### Llave 2
| Ida; 29 de mayo de 2024 | Obolón Kiev | 1 – 0   | Livyi Bereh Kyiv | Obolon Arena, Kiev                                            |                                                               |
| 18:00 (UTC+3)           | Moroz 53'   | Reporte |                  | Asistencia: 1200 espectadores Árbitro(s): Maksym Kozyriatskyi | Asistencia: 1200 espectadores Árbitro(s): Maksym Kozyriatskyi |

| Vuelta; 2 de junio de 2024 | Livyi Bereh Kyiv | 1 – 1 (Global 1 – 2) | Obolón Kiev   | Livyi Bereh Arena, Kiev                                  |                                                          |
| 16:00 (UTC+3)              | Sidnney 54'      | Reporte              | Krasnopir 65' | Asistencia: 1711 espectadores Árbitro(s): Mykola Balakin | Asistencia: 1711 espectadores Árbitro(s): Mykola Balakin |

- Obolón Kiev ganó 2-1 en el global y permaneció en la UPL.